# Werner Seibt (Fußballspieler)
Werner Seibt (* 28. Oktober 1945) ist ein ehemaliger deutscher Fußballspieler. In Neubrandenburg und Babelsberg spielte er in den 1960er und 1970er Jahren Zweitligafußball. 

## Sportliche Laufbahn
Bis 1966 spielte Werner Seibt bei der Betriebssportgemeinschaft (BSG) Motor Babelsberg, zuletzt mit der 2. Mannschaft in der drittklassigen Bezirksliga Potsdam. Im November 1966 wurde Seibt für drei Jahre Soldat in der Nationalen Volksarmee, konnte in dieser Zeit aber bei der Armeesportgemeinschaft ASG Vorwärts Neubrandenburg weiter Fußball spielen. Die ASG war in der zweitklassigen DDR-Liga vertreten, und Seibt wurde in der Saison 1966/67 in 16 Ligaspielen als Stürmer aufgeboten, in denen er sechs Tore erzielte. In den folgenden beiden Spielzeiten kam er in den 60 ausgetragenen DDR-Liga-Spielen in 33 Begegnungen (1967/68 18, 1968/69 15) zum Einsatz, wobei er nur 1968/69 einmal zum Torerfolg kam. 
Nach seiner Entlassung aus dem Militärdienst kehrte Seibt wieder zur BSG Motor Babelsberg zurück. Diese spielte 1969/70 in der Bezirksliga, erst 1971 kehrte sie als Bezirksvizemeister in die DDR-Liga zurück. Sie schaffte aber 1971/72 nicht den Klassenerhalt und stieg wieder in die Bezirksliga ab. In der Abstiegssaison hatte Seibt 21 der 22 Ligaspiele bestritten und war mit zwölf Treffern Torschützenkönig der BSG Motor geworden. Mit Seibt wurde Babelsberg 1973 Bezirksmeister und stieg wieder in die DDR-Liga auf. In den nachfolgenden drei DDR-Liga-Spielzeiten war Seibt Stammspieler der BSG Motor, bestritt 57 der 66 Punktspiele und wurde in jeder Saison mit zweimal zehn und einmal sechs Treffern erneut Torschützenkönig der Mannschaft. 
Mit 31 Jahren beendete Werner Seibt 1976 seine Laufbahn als DDR-Liga-Spieler. In sieben DDR-Liga-Spielzeiten war er zu 127 Punktspieleinsätze gekommen, hatte 45 Tore erzielt und war viermal Torschützenkönig geworden. 